# Tiopirano
Tiopirano é um composto heterocíclico com a fórmula química C5H6S e massa molecular 98,1661. Há dois isômeros, 2H-tiopirano e 4H-tiopirano, os quais diferem pela localização da ligação dupla. Tiopiranos são análogos aos piranos no quais os átomos de oxigênio são substituídos por átomos de enxofre.
O isômero 2H-tiopirano apresenta densidade 1,1±0,1 g/cm3, ponto de fulgor 58,3±15,7 °C e ponto de ebulição 174,3±10,0 °C a 760 mmHg.